# 満月 (駆逐艦)
満月（みちつき）は、日本海軍の未成駆逐艦。秋月型駆逐艦の12番艦。太平洋戦争中に建造中止となり、戦後解体された。

## 艦歴
マル急計画の駆逐艦乙、第360号艦型の6番艦、仮称艦名「第365号艦」として計画。
1945年1月3日、佐世保海軍工廠で起工。2月5日、「満月」と命名されて秋月型駆逐艦の6番艦に定められ、本籍を呉鎮守府と仮定。
3月、工程16%で工事中止となり、船台上で放置された。艦体はキールの据え付けと中央部への肋材設置が終わり、その外舷に鉄板を一部張っただけだった。
1947年9月9日、「満月」の船体は解体のため内務省を経由して大蔵省（熊本財務局）へ引き渡され、さらに同日佐世保船舶工業株式会社（旧佐世保海軍工廠）へ引き渡された。
1948年2月から佐世保船舶工業で解体が始まり、2月28日に解体が終了した。

## 艦型

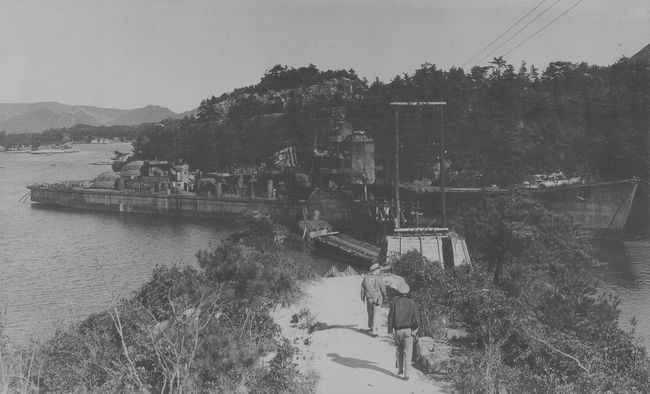
戦後撮影された「涼月」。1944年の復旧工事で艦橋が角ばり、舳先は直線となった。

「満月」は秋月型の中で唯一、基本計画番号F53に従ったものとされる。基本計画番号F51との違いは艦首部がナックルフレアであること、船首楼甲板上端の断面が垂直であること、艦尾の側面形が末広がり型ではなく垂直であること、艦橋が丸みを帯びていないこと、艦尾艦底部が曲線ではなくナックルがつけられていることなど、曲面と曲線を極力廃したもので、特殊鋼の使用もやめたとされる。
特に艦橋と艦首の設計は、1944年1月16日に被雷大破した「涼月」の復旧工事の際に使用されたと考えられている。
ただし、「満月」が本当に基本計画番号F53に従って建造されていたかどうかについては異説が有り、一般艤装改正図の記述では「本改正は367号艦以降に実施」とあり、このことから「満月」も通称冬月型に含まれるとされる。367号艦は、「花月」の次の艦である。